# デイナの恐竜図鑑
『デイナの恐竜図鑑』（デイナのきょうりゅうずかん、原題: Dino Dana）はJ・J・ジョンソン監修のカナダのテレビドラマ。『ダンの恐竜図鑑』(原題: Dino Dan)の続編として制作され、2017年5月24日よりカナダで放送された。シリーズは第4シーズンまで制作され、最終エピソードは長編映画として2020年にストリーミング配信された。
また2025年4月より続編として『デックスの恐竜図鑑』（原題: Dino Dex）がNHK Eテレにおいて放送される事が決定した（2025年2月よりNHK BSプレミアム4Kで先行放送）。

## 概要
恐竜が大好きな少女デイナ・ジェインはある日、姉のサーラと共に図書館へ行く。図書館で恐竜について調べていたデイナは、恐竜好きのトレックから不思議な「恐竜図鑑」を渡される。その「恐竜図鑑」には恐竜の生態についての質問と調査の結果が載っていたが、調査が済んでいないものもあり、デイナが引き継いで調べる事となる。
デイナは「恐竜図鑑」を手に入れた事により、今の世界で生きて動く恐竜を見ることができるようになる。「恐竜図鑑」を開くと恐竜の鳴き声が聞こえ、トロオドンが現れる。さらにティラノサウルスが姿をあらわし、図書館の中を獲物を探して歩き回り始める。
デイナは「恐竜図鑑」を用いて、恐竜の知られざる生態の調査を開始する。デイナは調査を通して学んだ教訓の結果として、人生の理解を深め、私生活においても成長をしていく。
このシリーズは、実写映像とCGIアニメーションを組み合わせて制作されている。

## 登場人物
(この節の出典)

### ジェイン家
- デイナ・ジェイン (Dana Jain)[1]
  - 演: ミケーラ・ルーチ（英語版）、声: 和多田美咲[12][13]、菊池こころ（長編映画配信版）[14]
  - 本作の主人公。10歳[15]。明るい性格で恐竜をはじめとしたジュラ紀の古生物が大好き[5][15]。化石ハンターのバーナム・ブラウンに憧れている[15]。姉の事が大好きだが困らせてしまう事もしばしばある[5][15]。「恐竜図鑑」を手に入れた事により、今の世界で生きて動く恐竜を見ることができる能力を手に入れた[5][15]。
- サーラ・ジェイン (Saara Jain)[1]
  - 演: サーラ・チャウドリー（英語版）、ライバ・アルヴィ (幼少期)、声: 新田恵海[12][13]、國府咲月（長編映画配信版）[16]
  - デイナの義理の姉[5]。12歳[15]。内気な性格で音楽やダンスなどのポップカルチャーが好き[15]。妹のデイナからはよく迷惑をかけられている[15]。小さい頃はデイナより恐竜好きだった可能性が示唆されている[17]。実の母はアーマンと別れたあと、新しい家族を築いている。
- エバ・ジェイン (Eva Jain)[1][17]
  - 演: ニコラ・コレイア＝ダミュード（英語版）、声: うえだ星子[12][17]
  - デイナの母でサーラの義母[7]。アーマンとは再婚者同士で結婚した。動物病院に動物看護師（獣医療技術者、Veterinary Technician）として勤務している[15][17]。タフな性格で動物の特徴や習性について詳しい[15][17]。
- アーマン・ジェイン (Aman Jain)[17]
  - 演: アーミッシュ・パテル、声: 小松史法[17]
  - サーラの父でデイナの義父[7][17]。職業は看護師[15]。のんびりとした性格でひょうきん[15]。人間の身体がどのように機能するのかについて興味があり、生物学に詳しい[15]。手芸や工作が得意でデイナやサーラと一緒に工作をしたり、工作に使うための材料を集めたりする事が好き[15][17]。デイナの恐竜グッズをよく作ってくれる[17]。
- デクスター・ジェイン (Dexter Jain)
  - 演: ライアン・マクルーフ
  - エバが出産したのデイナとサーラの弟。シーズン3第1話「新しい命(前編/後編)」より登場[18][19][20]。
- ニクソン (Nixon)
  - もともと飼い主のいない犬であったが、シーズン2第1話「家族になろう(前編/後編)」においてジェイン家で飼うこととなった[21]。
- グロリア (Gloria)[22]
  - 演: マリア・ヴァクラチス（英語版）、声: 磯辺万沙子[23]
  - エバ（デイナの母親）の母親でデイナの祖母[20]。
- エドモンド (Edmond)
  - 演: エリック・ピーターソン（英語版）、声: 田村勝彦[24]
  - エバ（デイナの母親）の父親でデイナの祖父。シーズン4第5話Bパート「マンモスくんのお仕事」より登場[25]。牧場を経営している。
- ラフィおじさん (Uncle Ravi)[26]
  - 演: アリ・ハッサン（英語版）、声: 遠藤純一[26]
  - アーマン（デイナの父親）の兄弟でデイナのおじ[27]。シーズン2の第2話Aパートの「トウガラシでヒーハー!」においてアーマンと毎年カレー対決をしていることが示された[27]。

### ダンの恐竜図鑑にも登場していた人物
- カリー (Ms Currie)
  - 演: ジェイン・イーストウッド、声: 寺内よりえ[28]
  - ダンとトレックの祖母で、デイナとヘンドリクソンとは顔見知り[29]。ジェイン家の近くに住んでいる[30]。前作『ダンの恐竜図鑑』シーズン3~4にも登場している。
- ダン・ヘンダーソン (Dan Henderson)
  - 演: ジェイソン・スペヴァック、声: 宮瀬尚也[31][32]
  - カリーの孫でトレックの兄[30]。前作『ダンの恐竜図鑑』シーズン1~2の主人公。
- トレック・ヘンダーソン (Trek Henderson)
  - 演: トレック・ブチーノ、声: 榊原優希[31][32]
  - カリーの孫でダンの弟[30]。デイナに不思議な恐竜図鑑を渡す少年。前作『ダンの恐竜図鑑』シーズン3~4の主人公。
- ボビー (Bobby)
  - 演: コリン・ぺティエール（ドイツ語版）、声: バトリ勝悟[26]
  - トレックの友人。前作『ダンの恐竜図鑑』シーズン3にも登場している。
- ミセス・ヘンダーソン（Mrs. Henderson）
  - 演: アラーナ・ハーキン（英語版）、声: 小林さやか[33]
  - ダンとトレックの母[34][35]。前作『ダンの恐竜図鑑』にも登場している[34]。

### その他の登場人物
- アンジャリ (Anjali)
  - 演: ニルー・ハンダ（英語版）、声: 加藤有生子[36]
  - ラフィおじさん（デイナのおじ）のガールフレンド[36]。シーズン3第8話Aパートの「ラフィおじさん熱愛中」で初登場[37]。
- ヘンドリクソン (Mr. Hendrickson)
  - 演: ビル・コッブス、声: 石田圭祐[38]
  - ジェイン家の隣に住む老人。デイナとは仲良しである[39]。シーズン2第5話Aパート「きっとわすれない」で老人ホームへと引っ越した[39]。
- カイ (Cai)
  - 演: ロレッタ・ユー（英語版）、声: あんどうさくら[40]
  - ジェイン家の住むアパートの下の階に住む大学生の女性[41]。黒猫のサーベル（Sabre）を飼っており、シーズン3第11話Bパートの「お外に出たいのニャ」でデイナが預かる[42]。
- ロビン (Robyn)
  - 演: アナ・キャスカート、声: のぐちゆり[43]
  - サーラの友人の少女。メイクが趣味。
- オリビア (Olivia)
  - 演: オリビア・プレスティ、声: 神戸光歩[44]
  - サーラの友人の少女[44]。
- ライリー (Riley)
  - 演: ミリー・デイヴィス（英語版）、声: 下地紫野[28]
  - デイナの友人の少女。
- ライリーの母（Riley's Mom）[45]
  - 演: パトリス・グッドマン（英語版）、声: 橘あんり[46]
  - ライリーの母。
- アシュリー（Ashley）
  - 演: アマンダ・バーカー（英語版）、声: 増岡裕子[47]
  - エバ（デイナの母）の友達[48]。子どもにベン (Ben) という赤ちゃんがいる[48]。
- ローガン（Logan）
  - 演: マーカス・クレイグ、声: 田村睦心[49]
  - シーズン4第3話Aパートの「翼竜は飛べる?飛べない?」でデイナが博物館で出会った車いすに乗った少年[50]。恐竜に詳しく、デイナとすぐに意気投合し、デイナとともに「史上最大級の翼竜ケツァルコアトルスは空を飛べるのか」を調べる恐竜調査をした[50]。
- パワーズコーチ（Coach Powers）
  - 演: キルステン・ラスムッセン、声: 小島幸子[51]
  - シーズン4第4話Aパートの「恐竜ダンス・バトル」で登場したデイナの通う放課後ダンスクラスのコーチ[52][53]。
- ニコル（Nicole）
  - 演: パティ・サリヴァン、声: 神戸光歩[54]
  - ジェイン家の住むアパートの管理人。
- ホワイト先生（Dr. White）
  - 演: キム・ロバーツ、声: 安永亜季[55]
  - エバ（デイナの母）の働く動物病院の同僚。

### 長編映画にのみ登場する人物
- ハディエル・パーネル (Jadiel Purnell)
  - 演: リッチー・ローレンス、声: 高山みなみ（長編映画NHK版）[32][56]、武田華（長編映画配信版）[14]
  - ジェイン家の住むアパートの上の階に引っ越してきた小学生の兄弟の兄[32]。
- マテオ・パーネル (Mateo Purnell)
  - 演: エヴァン・ウィッテン（英語版）、声: 釘宮理恵（長編映画NHK版）[32]、中野さいま（長編映画配信版）[16]
  - ジェイン家の住むアパートの上の階に引っ越してきた小学生の兄弟の弟[32]。

## 放送
2016年10月7日 (JST)、ミケーラ・ルーチの出演する本作の短い紹介クリップがYouTubeにおいて公開された。
2017年5月24日よりカナダのTVOKidsにおいて放送が行われ、アメリカとイギリスでは2017年5月26日にAmazon Prime Videoで公開された。
オーストラリアではABC Kidsにおいて放送が行われた。ラテンアメリカではNat Geo Kidsにおいて放送が行われた。
日本では日本放送協会(NHK)のNHK Eテレで日曜19:25の少年少女向け海外ドラマ枠において2023年2月19日より放送が開始された。日本語吹き替えと英語の二か国語放送、日本語クローズドキャプションの字幕放送。

### 劇場版
シリーズは第4シーズンまで制作され、最終エピソードは長編映画として2020年3月21日に劇場公開される予定であったが、カナダにおける2019年コロナウイルス感染症の流行により延期され、後に劇場公開は中止となった。最終エピソード『Dino Dana: The Movie』は『ダイナソー・デイナ 絵本から出たティラノサウルス』というタイトルで2020年8月5日にTVシリーズの放送に先行して日本でストリーミング配信およびDVDが発売された（以下配信版と表記）。配信版デイナ役の日本語吹替は菊池こころが演じている。また、『ディノ・ダナ 図鑑から出たティラノサウルス』としてプラネタリウム・大型映像版も国内向けに制作された。アメリカでは9月4日に配信が開始された。
一方、NHK Eテレにおいては『映画 デイナの恐竜図鑑』というタイトルで新たに吹き替えが行われた上、2024年7月6日に初放送が行われた（以下NHK版と表記）。

### 日本語版制作
- 翻訳：大川直美
- 翻訳協力：福井県立恐竜博物館
- 演出：カーフット善
- 音声：猪本純
- プロデューサー：岡田洋平
- 制作統括：古川均、渡辺聡

### 放送日時
- シーズン1
  - 2023年02月19日 - 2023年04月02日[68][69]、日曜日 19:25 - 19:50[5]
  - 2023年04月09日[68][69] - 2023年05月14日[70]、日曜日 17:25 - 17:50
- シーズン2
  - 2023年07月30日[71] - 2023年10月22日、日曜日 17:25 - 17:50
- シーズン3
  - 2023年10月29日[72] - 2024年01月28日、日曜日 17:25 - 17:50
- シーズン4
  - 2024年7月7日[66] - 2024年10月13日、日曜日 17:25 - 17:50

## エピソード
| シーズン | シーズン | エピソード数 | カナダ                | カナダ                | アメリカ合衆国 | 日本                                             | 日本                                             |
| シーズン | シーズン | エピソード数 | 初回放送日            | 最終放送日            | 配信日         | 初回放送日                                       | 最終放送日                                       |
| -------- | -------- | ------------ | --------------------- | --------------------- | -------------- | ------------------------------------------------ | ------------------------------------------------ |
|          | 1        | 13           | 2017年05月24日        | 2017年08月19日        | 2017年05月26日 | 2023年02月19日                                   | 2023年05月14日                                   |
|          | 2        | 13           | 2018年03月19日        | 2018年08月04日        | 2018年05月24日 | 2023年07月30日                                   | 2023年10月22日                                   |
|          | 3        | 13           | 2019年05月20日        | 2019年07月06日        | 2019年07月26日 | 2023年10月29日                                   | 2024年01月28日                                   |
|          | 4        | 13           | 2019年08月14日        | 2019年08月30日        | 2020年04月17日 | 2024年07月07日                                   | 2024年10月13日                                   |
|          | 映画     | 1            | 2020年09月04日 (配信) | 2020年09月04日 (配信) | 2020年09月04日 | 2020年08月05日 (配信) 2024年07月06日 (NHK初放送) | 2020年08月05日 (配信) 2024年07月06日 (NHK初放送) |

### シーズン1
| 話数 | 日本語版タイトル              | 原題                            | 登場した恐竜                                                                       | 初放送日 (JST) | 出典           |
| ---- | ----------------------------- | ------------------------------- | ---------------------------------------------------------------------------------- | -------------- | -------------- |
| 1    | ワクワク恐竜ライフ!           | Dino Field Guides               | - トロオドン - オズラプトル - ティラノサウルス - ブラキオサウルス - コリトサウルス | 2023年02月19日 | [ 6 ] [ 8 ]    |
| 2    | 恐竜スイミングスクール        | Dino Divers                     | - デイノスクス - スピノサウルス - プテロダクティルス - ティラノサウルス            | 2023年02月26日 | [ 78 ] [ 79 ]  |
| 2    | ミクロラプトルの狩り          | A Game of Microraptor and Mouse | - ミクロラプトル                                                                   | 2023年02月26日 | [ 78 ] [ 79 ]  |
| 3    | ケンカはやめて                | All In The Dino Family          | - ステゴサウルス - ケントロサウルス                                                | 2023年03月05日 | [ 80 ] [ 81 ]  |
| 3    | ヘビのぬけがら                | Snakes and Dinosaurs            | - ティタノボア - ティラノサウルス                                                  | 2023年03月05日 | [ 80 ] [ 81 ]  |
| 4    | 似たものどうし                | Dinos of a Feather              | - インキシヴォサウルス - ドロマエオサウルス                                        | 2023年03月12日 | [ 82 ] [ 83 ]  |
| 4    | ベビーシッターはおまかせ      | Dino Baby Talk                  | - スピノサウルス - トロオドン - スピノサウルス                                     | 2023年03月12日 | [ 82 ] [ 83 ]  |
| 5    | ケントロサウルスのトゲ        | Dino Doctor                     | - ケントロサウルス - アルバートサウルス - ドロマエオサウルス                       | 2023年03月19日 | [ 84 ] [ 85 ]  |
| 5    | マイアサウラ・ベイビー        | Be My Dino Baby                 | - マイアサウラ - ティラノサウルス                                                  | 2023年03月19日 | [ 84 ] [ 85 ]  |
| 6    | カラフルなフラミンゴ          | Dino Defender                   | - ドロマエオサウルス - プテロダウストロ - シノルニトサウルス                       | 2023年03月26日 | [ 86 ] [ 87 ]  |
| 6    | おばあちゃんの手作りドレス    | Dino Days of Summer             | - フタロンコサウルス - プシッタコサウルス - コスモケラトプス                       | 2023年03月26日 | [ 86 ] [ 87 ]  |
| 7    | 潜水艦でタイムトラベル        | Calling All Plesiosaurs         | - プレシオサウルス - デイノスクス - スピノサウルス                                 | 2023年04月02日 | [ 88 ] [ 89 ]  |
| 7    | ダンス・キングを目指せ!       | King of the Dance Floor         | - ティラノサウルス                                                                 | 2023年04月02日 | [ 88 ] [ 89 ]  |
| 8    | 化石ガールズ                  | Fossil Finders                  | - スピノサウルス - プレシオサウルス - アーケロン                                   | 2023年04月09日 | [ 90 ] [ 91 ]  |
| 8    | 恐竜レスキュー列車            | Dino Rescue Train               | - トリケラトプス - ティラノサウルス                                                | 2023年04月09日 | [ 90 ] [ 91 ]  |
| 9    | サメサメ・パニック            | Mega Tooth                      | - メガロドン                                                                       | 2023年04月16日 | [ 92 ] [ 93 ]  |
| 9    | ドッジボールの戦い方          | Dino Dodgeball                  | - ミクロラプトル - オズラプトル                                                    | 2023年04月16日 | [ 92 ] [ 93 ]  |
| 10   | 羽をください                  | Get That Incisivosaurus!        | - インキシヴォサウルス                                                             | 2023年04月23日 | [ 94 ] [ 95 ]  |
| 10   | コンプソグナトゥスを捕まえろ! | Dino Sight                      | - ナヌークサウルス - ティラノサウルス - ティタノボア - コンプソグナトゥス          | 2023年04月23日 | [ 94 ] [ 95 ]  |
| 11   | この歯なんの歯?               | I Dig History                   | - ケツァルコアトルス - ティラノサウルス - トリケラトプス                           | 2023年04月30日 | [ 96 ] [ 97 ]  |
| 11   | 化石ハンター                  | Dinomite                        | - ティラノサウルス - コリトサウルス - コンプソグナトゥス                           | 2023年04月30日 | [ 96 ] [ 97 ]  |
| 12   | よわむしブラッドリー          | Face Your Fearosaurus           | - ブラキオサウルス - ギガノトサウルス - ケントロサウルス                           | 2023年05月07日 | [ 98 ] [ 99 ]  |
| 12   | 逃げろ!エドモントサウルス     | Herd it Loud and Clear          | - エドモントサウルス - ギガノトサウルス                                            | 2023年05月07日 | [ 98 ] [ 99 ]  |
| 13   | シノルニトサウルスの恋        | Dino Matchmaker                 | - シノルニトサウルス                                                               | 2023年05月14日 | [ 70 ] [ 100 ] |
| 13   | 迷い犬をさがせ!               | Lost and Sound                  | - トロオドン - ディアブロケラトプス                                                | 2023年05月14日 | [ 70 ] [ 100 ] |

### シーズン2
| 話数 (通算) | 話数 (シーズン) | 日本語版タイトル                  | 原題                      | 登場した恐竜                                                                       | 初放送日 (JST) | 出典    |
| ----------- | --------------- | --------------------------------- | ------------------------- | ---------------------------------------------------------------------------------- | -------------- | ------- |
| 14          | 1               | 家族になろう (前編/後編)          | Tusk Love                 | - トリケラトプス - オズラプトル - アルバートサウルス - ケナガマンモス              | 2023年07月30日 | [ 21 ]  |
| 15          | 2               | トウガラシでヒーハー!             | Dino Rivalry              | - プシッタコサウルス - パキケファロサウルス - テリジノサウルス                     | 2023年08月06日 | [ 27 ]  |
| 15          | 2               | スケボーに乗りたい!               | Dino Skater               | - コンプソグナトゥス - ステゴサウルス - ドロマエオサウルス                         | 2023年08月06日 | [ 27 ]  |
| 16          | 3               | スーパーで恐竜調査                | Dino In Aisle 7           | - パキケファロサウルス                                                             | 2023年08月13日 | [ 103 ] |
| 16          | 3               | 草食系は暴れんぼう?               | Dino Suit of Armour       | - エウオプロケファルス - アルバートサウルス - ドロマエオサウルス - ミクロラプトル  | 2023年08月13日 | [ 103 ] |
| 17          | 4               | はじめ人間デイナ                  | Taming the Smilodon       | - スミロドン - ケナガマンモス                                                      | 2023年08月20日 | [ 104 ] |
| 17          | 4               | シッポの毛にご用心                | DIY Dino                  | - プシッタコサウルス - ドロマエオサウルス                                          | 2023年08月20日 | [ 104 ] |
| 18          | 5               | きっとわすれない                  | A Dino Never Forgets      | - ブラキオサウルス - ディプロドクス - アマルガサウルス - フタロンコサウルス        | 2023年08月27日 | [ 39 ]  |
| 18          | 5               | 恐竜裁判                          | Claw & Order              | - コンプソグナトゥス - テリジノサウルス - ドロマエオサウルス                       | 2023年08月27日 | [ 39 ]  |
| 19          | 6               | 理想のペット                      | Reptile Connection        | - アーケロン - デイノスクス - ティタノボア                                         | 2023年09月03日 | [ 105 ] |
| 19          | 6               | スリーママ&ベビー                 | Three Dinos and a Baby    | - エドモントサウルス - アルバートサウルス                                          | 2023年09月03日 | [ 105 ] |
| 20          | 7               | 背中に乗せて!                     | Dinoback Riding           | - ヒッポドラコ                                                                     | 2023年09月10日 | [ 106 ] |
| 20          | 7               | 夜ふかしなアイツ                  | Overnight Dino            | - シノルニトサウルス                                                               | 2023年09月10日 | [ 106 ] |
| 21          | 8               | 角くらべ                          | Saaratops                 | - ミクロラプトル - トリケラトプス - コスモケラトプス - ディアブロケラトプス        | 2023年09月17日 | [ 107 ] |
| 21          | 8               | 赤ちゃんはつらいよ                | Raising Dino Expectations | - トリケラトプス - ブラキオサウルス - ティラノサウルス - ドロマエオサウルス        | 2023年09月17日 | [ 107 ] |
| 22          | 9               | ゴーゴー!ゴーカート!!             | The Fast and The Fiercest | - パキケファロサウルス - アルバートサウルス                                        | 2023年09月24日 | [ 108 ] |
| 22          | 9               | いつでもモグモグタイム            | Growing Up Dino           | - ブラキオサウルス - トロオドン - ティラノサウルス                                 | 2023年09月24日 | [ 108 ] |
| 23          | 10              | 骨ドロボウ                        | Dino Thieves              | - オズラプトル                                                                     | 2023年10月01日 | [ 109 ] |
| 23          | 10              | プレゼントで心をつかめ            | The Dino Giver            | - ドロマエオサウルス - コンプソグナトゥス                                          | 2023年10月01日 | [ 109 ] |
| 24          | 11              | キバが折れたマンモス              | The First Elephant        | - ケナガマンモス - スミロドン                                                      | 2023年10月08日 | [ 110 ] |
| 24          | 11              | 雪穴の中のトロオドン              | Dino Burrow               | - トロオドン - ナヌークサウルス                                                    | 2023年10月08日 | [ 110 ] |
| 25          | 12              | うちでは飼えないニャン            | Dino Kitty                | - スミロドン                                                                       | 2023年10月15日 | [ 30 ]  |
| 25          | 12              | 冬の約束                          | Dino, It's Cold Outside   | - トロオドン - エドモントサウルス                                                  | 2023年10月15日 | [ 30 ]  |
| 26          | 13              | ゲーム・オブ・ボーンズ(前編/後編) | Game of Bones             | - ティラノサウルス - デイノスクス - ミクロラプトル - ギガノトサウルス - トロオドン | 2023年10月22日 | [ 111 ] |

### シーズン3
| 話数 (通算) | 話数 (シーズン) | 日本語版タイトル              | 原題                   | 登場した恐竜                                                                  | 初放送日 (JST) | 出典    |
| ----------- | --------------- | ----------------------------- | ---------------------- | ----------------------------------------------------------------------------- | -------------- | ------- |
| 27          | 1               | 新しい命(前編/後編)           | The Dino or the Egg    | - ブラキオサウルス - トロオドン - スピノサウルス - マイアサウラ               | 2023年10月29日 | [ 20 ]  |
| 28          | 2               | 恐鳥ティタニス                | Terror Birds           | - ティタニス                                                                  | 2023年11月05日 | [ 114 ] |
| 28          | 2               | お昼寝タイムをジャマするな!   | Napasaurus             | - コリトサウルス - ギガノトサウルス                                           | 2023年11月05日 | [ 114 ] |
| 29          | 3               | やられた者勝ち                | Dino Knights           | - トリケラトプス - パキケファロサウルス - エウオプロケファルス                | 2023年11月12日 | [ 115 ] |
| 29          | 3               | 火のないキャンプ              | Gnawed a Problem       | - インキシヴォサウルス - ケナガマンモス - マイアサウラ                        | 2023年11月12日 | [ 115 ] |
| 30          | 4               | 荒野の決闘                    | The Quick and the Dino | - ギガントラプトル - ギガノトサウルス - ディプロドクス                        | 2023年11月19日 | [ 116 ] |
| 30          | 4               | トリケラストップ!             | Nest Defense           | - トリケラトプス - シノルニトサウルス - ドロマエオサウルス - ティラノサウルス | 2023年11月19日 | [ 116 ] |
| 31          | 5               | 壊されたパパ                  | Good Cop. Bad Dino     | - シノルニトサウルス - トロオドン - ティタノボア                              | 2023年11月26日 | [ 117 ] |
| 31          | 5               | くちのなか、みせてみせて!     | Reach for the Tooth    | - ミクロラプトル - ドロマエオサウルス - ギガントラプトル                      | 2023年11月26日 | [ 117 ] |
| 32          | 6               | 巣立ちのお手伝い              | Dino Flyer             | - プテロダクティルス                                                          | 2023年12月03日 | [ 118 ] |
| 32          | 6               | 足あとだらけ!                 | Dino Prints            | - トロオドン                                                                  | 2023年12月03日 | [ 118 ] |
| 33          | 7               | 恐竜サッカー                  | Leader of the Pack     | - スミロドン - ケナガマンモス                                                 | 2023年12月10日 | [ 119 ] |
| 33          | 7               | たまごシッター                | Dino Sitter            | - コンプソグナトゥス - インキシヴォサウルス - プテロダクティルス              | 2023年12月10日 | [ 119 ] |
| 34          | 8               | ラフィおじさん熱愛中          | Shopping for Dinos     | - インキシヴォサウルス - ドロマエオサウルス                                   | 2023年12月17日 | [ 37 ]  |
| 34          | 8               | おかたづけは苦手              | Dino Trouble           | - エウロパサウルス                                                            | 2023年12月17日 | [ 37 ]  |
| 35          | 9               | トマトソースで冬じたく        | Dinostaurus            | - コスモケラトプス - マイアサウラ - エドモントサウルス - インキシヴォサウルス | 2023年12月24日 | [ 120 ] |
| 35          | 9               | お熱をはかりましょう          | Hot and Cold Dino      | - ティラノサウルス - ウグルナールク                                           | 2023年12月24日 | [ 120 ] |
| 36          | 10              | なわばり争い                  | Dino Territory         | - シノルニトサウルス - トロオドン                                             | 2024年01月07日 | [ 121 ] |
| 36          | 10              | バスルームは海の底            | Prehistoric Predator   | - メガロドン - プレシオサウルス                                               | 2024年01月07日 | [ 121 ] |
| 37          | 11              | 長いお鼻でなにするの?         | Mind Your Mammoth      | - ケナガマンモス                                                              | 2024年01月14日 | [ 42 ]  |
| 37          | 11              | お外に出たいのニャ            | Dino Catastrophe       | - トロオドン                                                                  | 2024年01月14日 | [ 42 ]  |
| 38          | 12              | 謎ときはランチのあとで        | Dinner-saur            | - 始祖鳥 - ドロマエオサウルス                                                 | 2024年01月21日 | [ 122 ] |
| 38          | 12              | パパ王子を救え!               | Dino Puppet Show       | - デイノスクス - シノルニトサウルス - プテロダウストロ                        | 2024年01月21日 | [ 122 ] |
| 39          | 13              | 恐竜のこわ〜いお話(前編/後編) | The Dino-Zone          | - ドロマエオサウルス - テリジノサウルス - メガロドン - ティラノサウルス       | 2024年01月28日 | [ 123 ] |

### シーズン4
| 話数 (通算) | 話数 (シーズン) | 日本語版タイトル                      | 原題                        | 登場した恐竜 | 初放送日 (JST) | 出典             |
| ----------- | --------------- | ------------------------------------- | --------------------------- | --- | -------------- | ---------------- |
| 40          | 1               | 激突!巨大ザメ対巨大クジラ (前編/後編) | Apexed                      | - メガロドン - リヴィアタン・メルビレイ | 2024年07月07日 | [ 127 ]          |
| 41          | 2               | メガネウラのもぐもぐタイム            | Dino Flies                  | - メガネウラ | 2024年07月14日 | [ 128 ]          |
| 41          | 2               | 翼を広げて                            | Winging It                  | - ミクロラプトル - 始祖鳥 - プテロダクティルス | 2024年07月14日 | [ 128 ]          |
| 42          | 3               | 翼竜は飛べる?飛べない?                | Flying Expectations         | - ケツァルコアトルス - コンプソグナトゥス - ティラノサウルス | 2024年07月21日 | [ 50 ]           |
| 42          | 3               | 狩りの手ほどき                        | Dino Talents                | - スピノサウルス - プテロダウストロ - マイアサウラ | 2024年07月21日 | [ 50 ]           |
| 43          | 4               | 恐竜ダンス・バトル                    | Dancesaurus                 | - インキシヴォサウルス | 2024年07月28日 | [ 52 ]           |
| 43          | 4               | ママの宝箱                            | Dino Memories               | - トロオドン - ブラキオサウルス | 2024年07月28日 | [ 52 ]           |
| 44          | 5               | 恐竜になったデクスター                | Dino in the Nest            | - アルバートサウルス | 2024年08月04日 | [ 25 ]           |
| 44          | 5               | マンモスくんのお仕事                  | Follow the Mammoth          | - ケナガマンモス - スミロドン | 2024年08月04日 | [ 25 ]           |
| 45          | 6               | ねらわれたリス                        | Dino Feeder                 | - スピノサウルス - エドモントサウルス - ナヌークサウルス - ドロマエオサウルス | 2024年08月18日 | [ 129 ]          |
| 45          | 6               | われらティラノサウルス科              | Tyrannosaur Test            | - ティラノサウルス - アルバートサウルス - ナヌークサウルス | 2024年08月18日 | [ 129 ]          |
| 46          | 7               | ベストしっぽコンテスト                | Tail Power                  | - ステゴサウルス - ケントロサウルス - エウオプロケファルス | 2024年08月25日 | [ 130 ]          |
| 46          | 7               | 悩めるラフィおじさん                  | Brontotherium and the Beast | - ブロントテリウム | 2024年08月25日 | [ 130 ]          |
| 47          | 8               | 恐竜ぬくぬく術                        | Dino Deep Freeze            | - ナヌークサウルス - ドロマエオサウルス - インキシヴォサウルス | 2024年09月08日 | [ 131 ]          |
| 47          | 8               | お邪魔なタンポポ                      | Dino Garden                 | - エウロパサウルス - パキケファロサウルス - ヒッポドラコ | 2024年09月08日 | [ 131 ]          |
| 48          | 9               | 子育ての秘訣                          | Problem Cub                 | - スミロドン - ナヌークサウルス | 2024年09月15日 | [ 注 1 ] [ 132 ] |
| 48          | 9               | うんち探偵                            | Dino Dooties                | - アマルガサウルス - トロオドン - ティラノサウルス | 2024年09月15日 | [ 注 1 ] [ 132 ] |
| 49          | 10              | 頑固なおばあちゃん                    | Prehistoric Hospital        | - ティタニス - ケナガマンモス - ティラノサウルス | 2024年09月22日 | [ 注 1 ] [ 133 ] |
| 49          | 10              | ハエ、たたきます                      | Bugasaurus                  | - ギガノトサウルス - アルバートサウルス - トロオドン - メガネウラ - ティタニス - ナヌークサウルス - オズラプトル - ケツァルコアトルス - コンプソグナトゥス - プテロダクティルス - ミクロラプトル - インキシヴォサウルス - ドロマエオサウルス - ティタノボア - 始祖鳥 | 2024年09月22日 | [ 注 1 ] [ 133 ] |
| 50          | 11              | ディノサウロイド・デイナ              | Dinosauroid                 | - ディノサウロイド - トロオドン | 2024年09月29日 | [ 134 ]          |
| 50          | 11              | まねっこ恐竜                          | Dino Dana Says              | - アルバートサウルス - オズラプトル - ギガノトサウルス - ティラノサウルス | 2024年09月29日 | [ 134 ]          |
| 51          | 12              | 理想の愛の巣                          | Lovey Dovey Dinos           | - テリジノサウルス | 2024年10月06日 | [ 135 ]          |
| 51          | 12              | そのクギ返して!                       | Best Nest                   | - コンプソグナトゥス - ミクロラプトル - 始祖鳥 | 2024年10月06日 | [ 135 ]          |
| 52          | 13              | サウンド・オブ・恐竜(前編/後編)       | The Sound of Dinosaurs      | - エオラプトル - プロコンプソグナトゥス - ベルサウルス - プロケラトサウルス - アミグダロドン - エウストレプトスポンディルス - ディプロドクス - ブラキオサウルス - オズラプトル - ステゴサウルス - ケントロサウルス - トリケラトプス - エウオプロケファルス - ティラノサウルス - プシッタコサウルス - ズール - コスモケラトプス - パキケファロサウルス - アマルガサウルス - フタロンコサウルス - ヒッポドラコ - ナヌークサウルス - コンプソグナトゥス - マイアサウラ - スピノサウルス - ミクロラプトル | 2024年10月13日 | [ 136 ]          |

### 長編映画
| 話数 (通算) | 日本語版タイトル                                                  | 原題                 | 初放送日・配信日 (JST)      | 出典                           |
| ----------- | ----------------------------------------------------------------- | -------------------- | --------------------------- | ------------------------------ |
| 53          | ダイナソー・デイナ 絵本から出たティラノサウルス（配信版タイトル） | Dino Dana: The Movie | 2020年08月05日（配信）      | [ 74 ]                         |
| 53          | 映画 デイナの恐竜図鑑（NHK版タイトル）                            | Dino Dana: The Movie | 2024年07月06日（NHK初放送） | [ 注 2 ] [ 66 ] [ 137 ] [ 67 ] |